# Santa Maria Apparente (Nápoly)
A Santa Maria Apparente („a megjelenő Szűz Mária”) vagy népies változatban Santa Maria a Parete nápolyi barokk templom.

## Története
Építését 1581-ben kezdték Filippo da Perugia atya felügyelete alatt. Az építkezéseket Gian Battista Cavagna fejezte be. A templom a nevét a benne található kőről kapta, amelyen állítólag 1624-ben megjelent Mária képmása. A templomot 1634-ben teljes mértékben átalakították.
Belső díszítésének értékes darabja az orgona, valamint a Sant’Elmo erődöt ábrázoló panorámafestmény. A templomhoz egykoron tartozó kolostor épülete ma lakóház.